# Avenue de Verzy
L'avenue de Verzy est une voie du 17e arrondissement de Paris, en France.

## Situation et accès
L'avenue de Verzy est une voie privée située dans la villa des Ternes qui débute au 96, avenue des Ternes et se termine au 39, rue Guersant.

## Origine du nom
Elle porte le nom de François Toussaint Verzy, propriétaire du terrain de l'ancien château des Ternes, conseiller municipal de Neuilly-sur-Seine et fondateur du quartier par le règlement laissé en 1822 dans son testament, qui régit les constructions et la vie des habitants.

## Historique
Cette avenue créée dans le cadre de l'aménagement de la villa des Ternes est la principale voie de cet ensemble résidentiel dont elle relie les deux entrées importantes.

## Bâtiments remarquables et lieux de mémoire
- No 5 : hôtel particulier construit en 1904 pour Henry-Louise Brosse, résident de la villa des Ternes, par l'architecte Albert Polart, inspiré de la villa de la Zisa de 1154, à Palerme, combinant le volume et  plan en croix de ce bâtiment d'architecture sicilienne du Moyen-Âge avec une décoration Art nouveau des façades. À l'arrière, un vaste espace sur trois niveaux était un salon pouvant servir d'atelier de sculpture. La maison, achetée en 1928 par le prince Samad Khan, ambassadeur d'Iran, qui aménage le grand salon en salle du trône, est revendue en 1976 à un promoteur qui transforme l'intérieur en sept appartements en supprimant les décorations[2].
- No 8 : immeuble construit en 1913 par les architectes Louis Chauvet et Alfred Coulomb[3] ; inscrit monument historique en 1997.
- No 10 : bâtiment construit en 1914 qui était destiné à l'agence d'architecture de Maurice Coulomb. L'édifice est une copie du palais de Darius Ier à Suse. La maison a été transformée en 1937 par la veuve de l'architecte. Une frise entre les deux niveaux, représentant des archers, copie d'un fragment conservé au Louvre, a disparu. Il reste un décor de style gréco-romain au-dessus de la porte d'entrée[4].

Avenue de Verzy
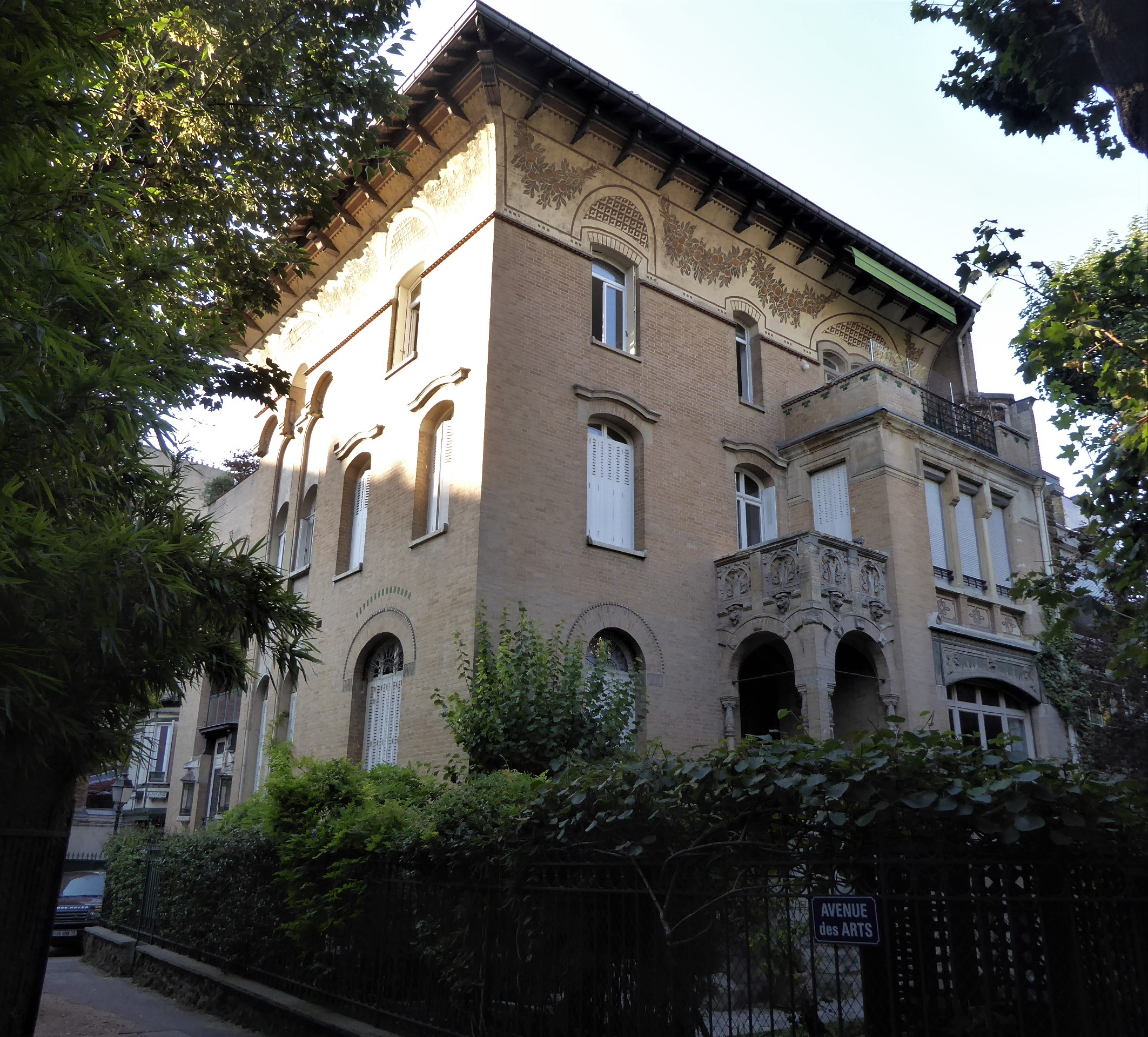
5, avenue de Verzy.
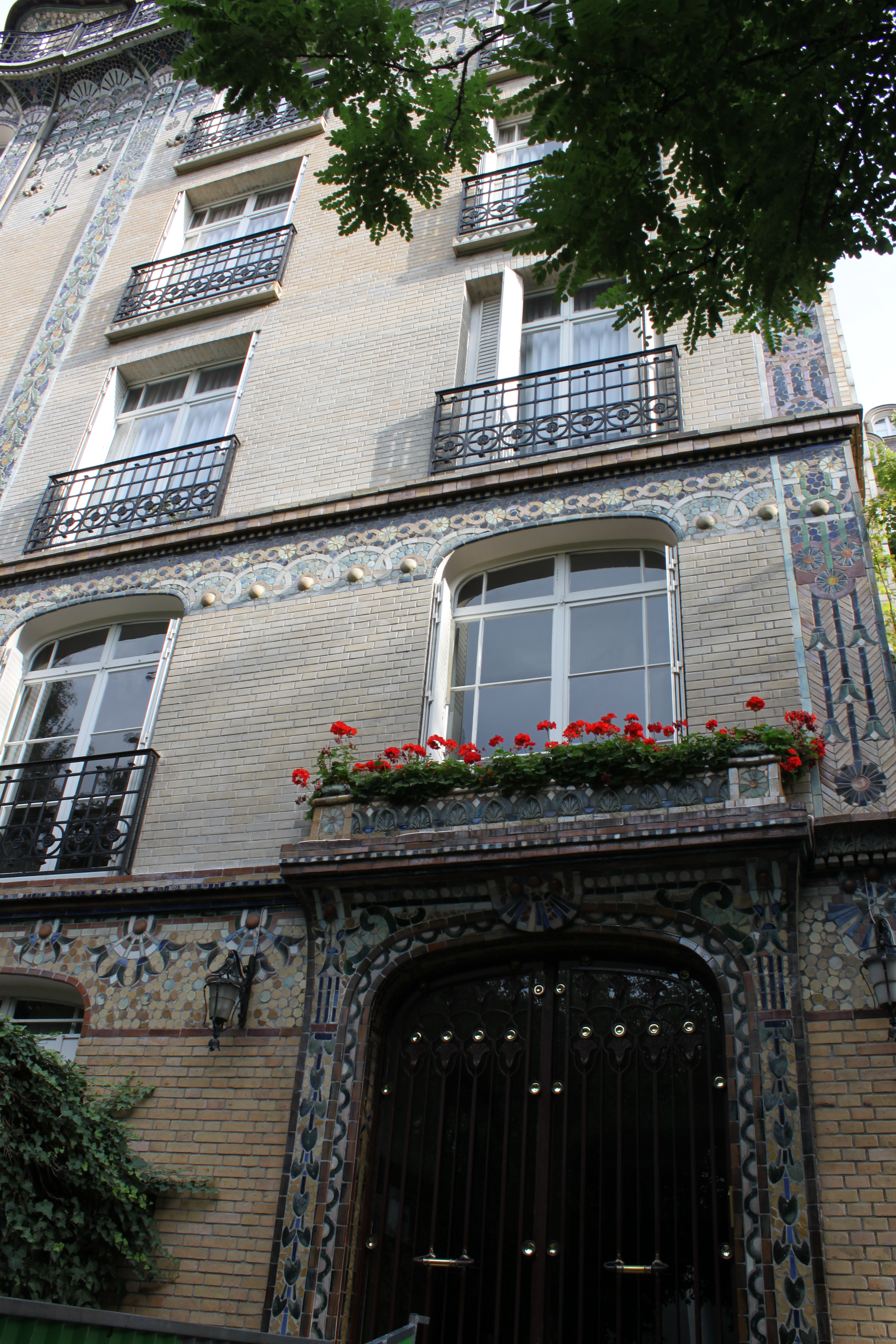
8, avenue de Verzy.
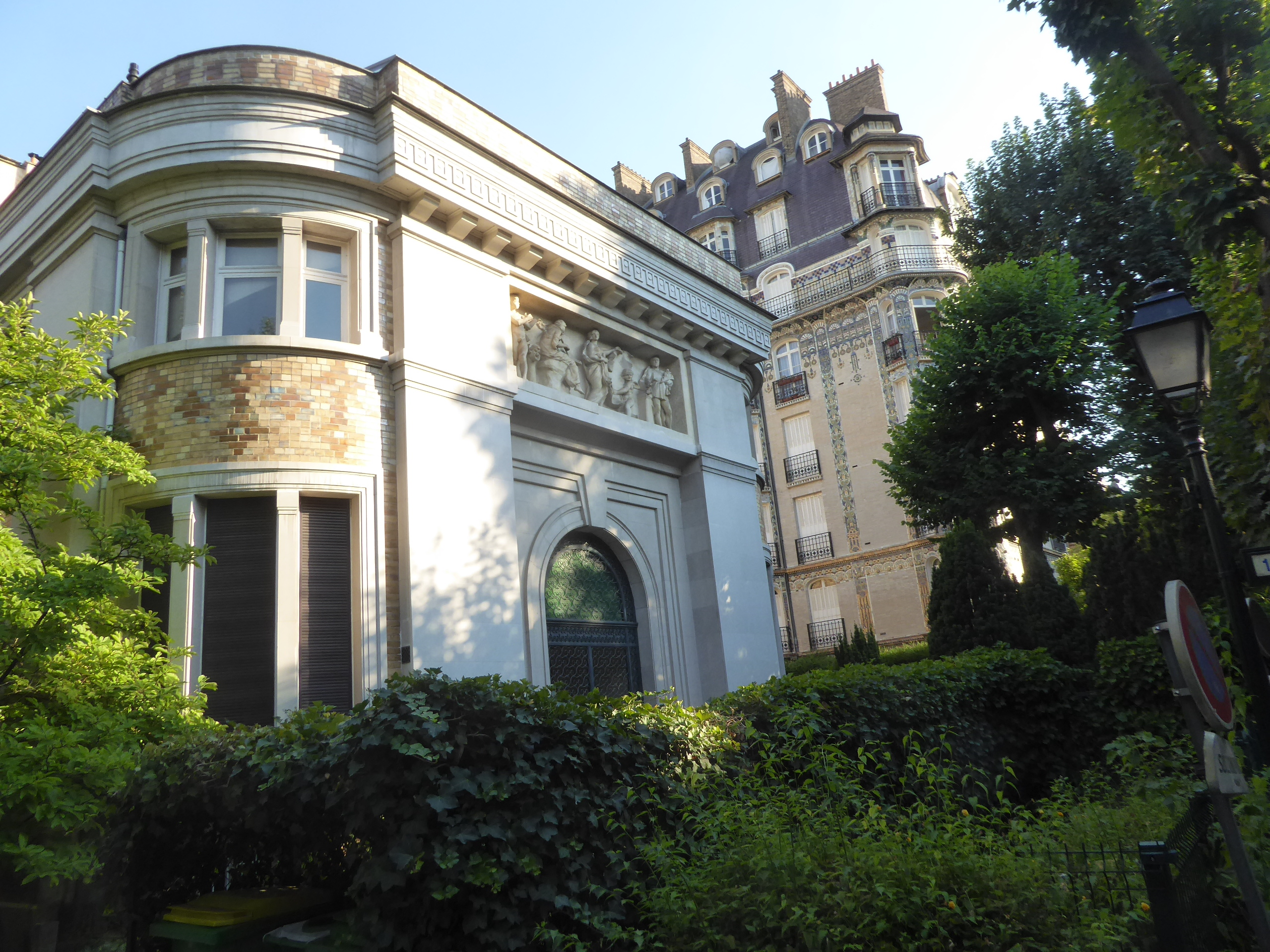
10, avenue de Verzy.
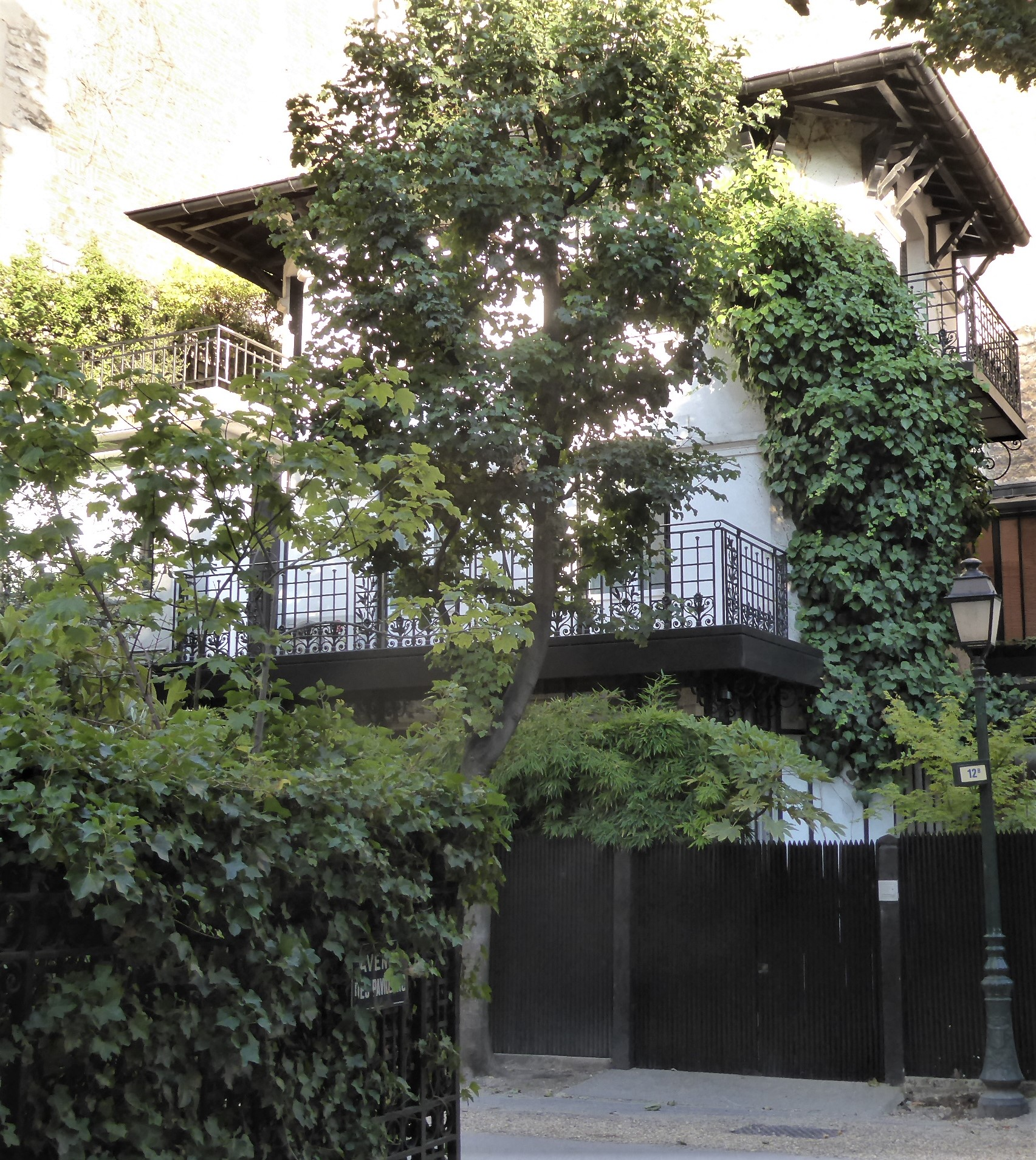
12 bis, avenue de Verzy.